# Bryoglossum
Bryoglossum — рід грибів родини Helotiaceae. Назва вперше опублікована 1977 року.

## Класифікація
До роду Bryoglossum відносять 2 види:
- Bryoglossum gracile
- Bryoglossum rehmii